# Christian Carlassare
Christian Carlassare (Schio, 1º ottobre 1977) è un vescovo cattolico e missionario italiano, dal 3 luglio 2024 vescovo di Bentiu.

## Biografia
Nato a Schio, in provincia e diocesi di Vicenza, il 1º ottobre 1977, è originario di Piovene Rocchette, in provincia di Vicenza e diocesi di Padova.

### Formazione e ministero sacerdotale
Dopo aver ottenuto la maturità, ha seguito un corso di orientamento presso il seminario dei missionari comboniani del Cuore di Gesù a Thiene. Ha frequentato gli studi filosofici alla Facoltà teologica dell'Italia centrale di Firenze e ha svolto il noviziato a Venegono Superiore. A Roma ha ottenuto il baccalaureato in teologia presso la Pontificia Università Gregoriana, nel 2003, e quello in missiologia presso la Pontificia università urbaniana, nel 2004.
Il 19 dicembre 2003 ha emesso la professione solenne dei voti a Roma. Il 4 settembre 2004 è stato ordinato presbitero a Verona dal vescovo Flavio Roberto Carraro.
Dopo l'ordinazione ha frequentato un corso di lingua inglese e si è recato in Sudan del Sud per imparare la lingua nuer presso la parrocchia della Santissima Trinità, nello stato di Fangak. In seguito è stato vicario parrocchiale, dal 2006 al 2007, e poi parroco della stessa parrocchia nello stato di Jonglei, dal 2007 al 2016.
Nella sua congregazione è stato membro del segretariato dell'animazione vocazionale e della formazione di base, dal 2011 al 2019; consigliere provinciale per il Sudan del Sud, dal 2012 al 2019; segretario del consiglio provinciale, dal 2014 al 2016; vice-provinciale in Sudan del Sud, dal 2017 al 2019; promotore delle vocazioni e direttore del corso di orientamento (pre-postulandato) a Moroyok, nei pressi di Giuba, dal 2017 al 2020.
Il 1º giugno 2020 è stato nominato, ad triennium, vicario generale della diocesi di Malakal dal vescovo Stephen Nyodho Ador Majwok.

### Ministero episcopale
L'8 marzo 2021 papa Francesco lo ha nominato vescovo di Rumbek; è succeduto a Cesare Mazzolari, deceduto il 16 luglio 2011.
Al momento della sua elezione è il più giovane vescovo cattolico italiano.
Era stato annunciato che il 23 maggio a Rumbek con un'unica celebrazione avrebbe ricevuto l'ordinazione episcopale e preso possesso della diocesi, consacrante principale l'arcivescovo Paul Richard Gallagher, co-consacranti l'arcivescovo Stephen Ameyu Martin Mulla e il vescovo Stephen Nyodho Ador Majwok. Il rito, tuttavia, è stato rimandato a causa dell'attentato nei suoi confronti.
Infatti nella notte del 25 aprile 2021 — trenta minuti dopo la mezzanotte — fanno irruzione nella sua canonica due uomini armati che prima picchiano il presule e poi gli sparano quattro colpi di arma da fuoco raggiungendolo alle gambe. Ferito, in condizioni non gravi, il missionario viene prima ricoverato nell'ospedale gestito dal Cuamm di Rumbek, successivamente trasferito in quello della capitale Giuba e infine a Nairobi. In seguito all'agguato la polizia arresta 24 persone. Oscuro il movente del ferimento. La sentenza del tribunale viene emessa il 25 aprile 2022: un sacerdote della diocesi di Rumbek e quattro laici sono condannati a sette anni di reclusione senza cauzione.
Il 25 marzo 2022, rimessosi in salute, ha ricevuto l'ordinazione episcopale, nella cattedrale della Sacra Famiglia a Rumbek, per imposizione delle mani del cardinale Gabriel Zubeir Wako, arcivescovo emerito di Khartoum, co-consacranti Stephen Ameyu Martin Mulla, arcivescovo di Juba, Matthew Remijio Adam Gbitiku, vescovo di Wau, l'arcivescovo Hubertus Matheus Maria van Megen, nunzio apostolico in Sudan del Sud e Michael Didi Adgum Mangoria, arcivescovo metropolita di Khartoum. Durante la stessa celebrazione ha preso possesso della diocesi.
Il 3 luglio 2024 papa Francesco lo ha nominato  primo vescovo di Bentiu. L'11 agosto successivo ha preso possesso della diocesi.

## Stemma episcopale
Il nuovo vescovo ha adottato per stemma uno scudo africano - si può confrontare con lo stemma del Kenya -, al quale sono accollati in croce di Sant'Andrea non le tradizionali due lance, ma un bastone pastorale e un bastone da pellegrino. Anche i simboli sono distribuiti entro partizioni tradizionali africane.

## Genealogia episcopale
La genealogia episcopale è:
- Cardinale Scipione Rebiba
- Cardinale Giulio Antonio Santori
- Cardinale Girolamo Bernerio, O.P.
- Arcivescovo Galeazzo Sanvitale
- Cardinale Ludovico Ludovisi
- Cardinale Luigi Caetani
- Cardinale Ulderico Carpegna
- Cardinale Paluzzo Paluzzi Altieri degli Albertoni
- Papa Benedetto XIII
- Papa Benedetto XIV
- Papa Clemente XIII
- Cardinale Bernardino Giraud
- Cardinale Alessandro Mattei
- Cardinale Pietro Francesco Galleffi
- Cardinale Giacomo Filippo Fransoni
- Cardinale Carlo Sacconi
- Cardinale Edward Henry Howard
- Cardinale Mariano Rampolla del Tindaro
- Cardinale Rafael Merry del Val
- Arcivescovo Duarte Leopoldo e Silva
- Arcivescovo Paulo de Tarso Campos
- Cardinale Agnelo Rossi
- Cardinale Gabriel Zubeir Wako
- Vescovo Christian Carlassare, M.C.C.I.

## Opere
- (EN) Christian Carlassare, Nuer folktales, proverbs and riddles. Nuer-English, Nairobi, Paulines Publications Africa, 2016, ISBN 9789966600141, OCLC 972900993.
- Christian Carlassare, La capanna di padre Carlo. Comboniano tra i Nuer, Verona, Missionari Comboniani, 2020, OCLC 1352495885, SBN PUV1536922.